# Lord-Howe-Star
Der Lord-Howe-Star (Aplonis fusca hulliana) ist eine ausgestorbene Unterart des Norfolk-Stars (Aplonis fusca). Er war auf der Lord-Howe-Insel in der Tasmansee endemisch. Die Insulaner nannten diese Stare „red-eyes“ (Rotaugen) wegen ihrer Augenfarbe oder „cúdgimarúk“ wegen ihres unverwechselbaren Rufs.

## Merkmale
Der Lord-Howe-Star erreichte eine Länge von 18 cm. Der Kopf, der Nacken, der Mantel und die Kehle waren glänzend metallischgrün. Der Rücken war schiefergrau mit einem stumpf grünlichen Schimmer. Der Bürzel und die Unterseite waren grau. Der Schwanz war grau mit bräunlichen Federspitzen. Die Flügel waren lebhaft braun. Die Iris war orangerot.

## Lebensweise
Der Lord-Howe-Star war ein Waldbewohner, der paarweise lebte. Während der Brutzeit wurden die Nester in Höhlen von abgestorbenen Bäumen oder in Baumfarnen errichtet. Das Gelege bestand aus vier bis fünf blauen Eiern mit rötlichen Flecken.

## Aussterben
Der Lord-Howe-Star verschwand 1919, nachdem Ratten nach der Strandung der Makambo bei Ned’s Beach die Lord-Howe-Insel überrannten und innerhalb von zwei Jahren 40 Prozent der endemischen Vogelarten auslöschten.